# Colegio Stella Maris
Colegio Stella Maris (pl. Kolegium Gwiazdy Morza) – prywatna katolicka, koedukacyjna szkoła średnia założona przez braci szkolnych pochodzących z Irlandii. Położona w dzielnicy Carrasco w Montevideo szkoła rozpoczęła działalność w 1955.

## Znani absolwenci
- Nando Parrado

- Gonzalo Rodríguez (kierowca)